# 普兰·黛维
普兰·黛维（Phūlan Devī；1963年8月10日—2001年7月25日），是印度的一个女土匪头目，号称“土匪女王”，后被政府逮捕，出狱后成为政治家，在人民院议员任上被暗杀。

## 早年生活
普兰·黛维出生时排行第二，家中有四个姐妹和一个弟弟，属于首陀罗种姓下的一个叫做马拉的次级船夫种姓，住在印度北方邦的一个小村庄戈拉卡普尔瓦（Gorha Ka Purwa）。
普兰的家庭很穷，但他们不是村里最穷的，因为她父亲拥有大约一英亩的土地，上面种着一棵巨大的栴檀树。在她的自传里，普兰回忆说她和两个姐妹一起也不能合抱住粗大的树干。树上的贵重的檀木实际上是家庭的经济保障。
当普兰十岁时，她的堂兄马亚丁（Mayadin）成为了家族的族长，马上派出一队工人把珍贵的檀树砍倒，自己独吞了收入。虽然她的父亲过于软弱没有抗议，但是普兰还很年轻，无所畏惧、盛气凌人，当面顶撞她的堂兄。虽然他尝试对普兰视而不见，她还是不停辱骂马亚丁，公开称他是窃贼，和她的姐姐一起在他的土地上发起了一次静坐示威。最终马亚丁失去了耐心，用一块砖头殴打普兰，将其击昏。但是她仍然继续骚扰马亚丁，要求公道。为了摆脱这个麻烦，马亚丁安排把她嫁给一个住在几百英里之外的名叫普提·拉尔（Putti Lal）的男人。普提·拉尔当时已过三十，普兰只有十一岁。在玛丽-泰蕾兹·屈尼的帮助下于2001年在法国出版的自传中，黛维说她在十一岁时嫁给了一个脾气非常坏的男人。
关于普兰在此之后的生平有互相矛盾的几种说法。有些说法是，因为她害怕普提·拉尔的“蛇”——她这么称呼他的生殖器——所以拒绝与他同房。拉尔已经有另一个妻子了，所以他把普兰打发去做家务事。她受不了苦跑回自己的村子，令家人大为惊骇。他们相信妻子不能抛弃丈夫，对此不予理睬。普兰的母亲穆拉（Moola）羞愧难当，让她女儿去跳井自杀。其他的说法认为，她的丈夫强奸并虐待她。根据这种说法普兰并不知道发生了什么，她以为拉尔要杀她。另有主张认为她当时病重，她的父亲前来把她带到医院去。她的双亲在全村人面前公开宣布此段婚姻结束。直到13岁为止，她2年没有看到自己的丈夫。这种说法认为他当时前来把她带回到自己家里，和他的“第二个妻子”，一个和他的脾气一样坏的老女人一起生活。“第二个妻子”打普兰，对待她像是对待奴隶，而且不让她吃饱，让她和牛睡在一起。一段时间以后，丈夫决定把普兰带回她自己的村子的家中。
无论她的婚姻是怎样结束的，她的一生被打上了这个印记。被村子和家人所排斥，她在社会上已无立足之地。
最终，普兰驳斥了家人的斥责，继续挑战马亚丁。她把他以非法占用应是她父亲的土地为罪名告上法庭。在法庭上她很少能抑制自己的感情，剧烈的爆发经常震惊法庭。
1979年，马亚丁控告普兰盗窃他家的财物。虽然她否认了指控，警察还是逮捕了她。在被关押的三天里，她被不断地殴打和强奸，随后被丢在一间老鼠成群的牢房里。她知道堂兄在此事幕后主使。这段经历伤害了她的身体，使她开始仇视习惯性蔑视女性的男人。当她返回村子的时候人人避之不及。她意识到社会已经将其拒之门外，并开始反抗。

## 土匪生涯
1980年后半年，一帮土匪绑架了普兰。土匪头目巴布（Baboo）是高种姓的塔库尔（Thakur），想要强奸普兰。但是她被匪帮的副头目维克拉姆（Vikram）所保护，他和普兰同样属于马拉种姓。一天晚上巴布尝试强奸普兰的时候，维克拉姆将他打死，自立为王。普兰成了维克拉姆的第二个妻子。匪帮洗劫了普兰的丈夫居住的村庄。普兰刺伤了和她感情疏远的丈夫，并把他在村民面前拖曳。然后匪帮把半死不活的他丢在路边，附上一张字条，警告老夫娶少妻的人。
普兰·黛维从维克拉姆那里学到了怎样用步枪，并在匪帮的行动中亲手实践，包括洗劫高种姓村庄和绑架高种姓地主以勒索赎金。每次犯案之后，普兰·黛维都会造访难近母女神庙，感谢女神保佑。匪帮的隐蔽所在强巴尔谷地。
不久，维克拉姆的朋友斯里·拉姆(Shri Ram)出了狱，接任匪帮的头目。斯里·拉姆属于塔库尔种姓，而且对普兰屡有冒犯。这导致斯里·拉姆和维克拉姆关系紧张，后者要求他向普兰道歉。每当匪帮洗劫一个村庄时，斯里拉姆总要殴打和侮辱马拉种姓的村民。这令帮里的马拉成员们非常不悦，许多人离开了团伙。当斯里·拉姆找到一帮塔库尔加入团伙时，维克拉姆建议把团伙一分为二，但是斯里拉姆拒绝了。不久之后，斯里拉姆和其他的塔库尔团伙成员试图杀害维克拉姆和普兰，两人成功逃离。但是随后他们还是杀死了维克拉姆·马拉，绑架了普兰·黛维，将她锁在贝麦(Behmai)村。普兰·黛维被村里的许多男人轮奸。三个星期之后，她和其他两个维克拉姆团伙中的马拉在一个低种姓村民的帮助下逃出。她组织了一个马拉帮派，和前维克拉姆团伙成员的曼·辛格一起领导。这个团伙在印度北部和中部进行了一系列的抢掠，主要针对高种姓。有人说普兰·黛维只针对高种姓，并把战利品分给低种姓的人们，但是印度政府坚称这是无稽之谈。
从贝麦村逃出来17个月后，普兰回到了这个村子前来复仇。1981年2月14日，普兰和她的匪帮进入贝麦村，穿着警官制服。村里的塔库尔正在筹备一场婚礼。土匪们要求把绑架普兰的人和村里的重要人物供出来。关于此事的细节不明，但是据说普兰认出了两个先前对她进行性侵犯并杀害她的爱人的男人。普兰的匪帮在彻底搜查之后还是没能找到所有的绑架者，于是她命令团伙成员将村里所有塔库尔男人排成一列并向其射击。土匪们开火打死了22个塔库尔男人，大多数并没有参与绑架和轮奸普兰。随后，普兰·黛维宣称她在贝麦村一个人也没有杀——所有的死者都是匪帮的成员们打死的。
贝麦大屠杀后随之而来的是一场大规模的警方搜捕，但是并没有找到普兰·黛维。当时的北方邦总理V.P.辛格在贝麦屠杀曝光后辞职。普兰·黛维开始被称为女土匪王。北方邦的商店里出售穿着印度教女神难近母的服装的普兰·黛维的玩偶。她被很多印度媒体所美化。

## 投降与服刑期间
在贝麦大屠杀两年之后，警方仍然没能抓到普兰·黛维。英迪拉·甘地政府决定与其谈判投降。此时普兰·黛维的健康状况很差，大多数团伙成员也已被打死。1983年2月，她同意向当局投降。但是她说她不信任北方邦警方，坚持只向中央邦警察投降。她还坚持只向圣雄甘地和难近母女神像，而不是警察放下武器。她另外提出以下要求：
- 不得判处她死刑；
- 不得关押她的团伙成员超过八年；
- 她的弟弟应进入政府工作；
- 她的父亲应分得一块土地；
- 她的所有家人应在警察护送下参加投降仪式

一名不带武器的警官在钱巴尔（Chambal）山谷中的藏身处会见了她。他们一起来到平德市，在那里普兰向甘地和杜尔嘎女神的画像放下了武器。旁观者约有10000人。300名警察等候在一旁准备拘捕她和与她一起投降的团伙成员。
普兰·黛维被指控犯下48桩案件，包括30桩抢劫案和绑架案。她的审判被推迟了11年，在此期间被一直囚禁在狱中。这段时间里她因为卵巢囊肿动了手术，最后不得不进行子宫切除。她最终于1994年被假释出狱。当时她创立了Eklavya Sena组织，旨在教授低种姓大众怎样自我保护。她嫁给了乌迈德·辛格，她姐姐的丈夫，一个新德里的商人。

## 电影和自传
谢加·卡普尔(Shekhar Kapur)以普兰·黛维1983年投降之前的生平为蓝本拍摄了电影《土匪女皇》(Bandit Queen，1994)。虽然在片中是个女英雄，普兰·黛维本人还是对影片的准确性提出强烈质疑，并且力争在印度禁映该影片。她甚至在一家影院门前威胁如果该片不停映就要自杀。最后她和制片商达成了6 0000美元的调解协议。该片使她闻名国际。而此时她又再次被以谋杀与其他罪状指控。
虽然普兰本人不识字，但是她在两名外国作家——玛丽·特蕾莎·康妮和保罗·朗巴利（Paul Rambali）的帮助下写成了她的自传《印度女土匪王：一个印度女人从农妇到国际传奇的奇妙旅程》(The Bandit Queen of India: An Indian Woman's Amazing Journey From Peasant to International Legend)。

## 政治生涯
1996年普兰·黛维作为社会党 (印度)的候选人竞选印度国会的一个席位并当选。她在1999年再次当选。在1999年的一次访谈中，她解释自己的政治目标说：“我的主要目标是有钱有势者之前享受的现在也应给予穷人，比如说饮用水、电力、学校和医院……我希望政府中能够给女性预留职位。女性应该在学校接受教育。人们不应该强迫她们在很小的年纪就结婚……最重要的是平等。这样人们可以获得工作、良好的食物和饮水，还有接受教育。特别是女性——当下她们的地位如同鞋一样低！她们应该受到平等的对待。就像其他进步幸福的国家一样，我也希望我的国家和人民一同进步。”她在竞选活动中受到了贝麦大屠杀死者女性家属的批评。刹帝利组织Kshatriya Swabhimaan Andolan Samanvay Committee(KSASC)对其进行了全国性的抗议活动。
有人认为她作为议员是不称职的。她在北方邦命令火车停驶来会见自己的熟人。铁道部长拉姆·维拉斯·珀什文（Ram Vilas Paswan）低调处理了此事，只下令进行了简单的质询。另一次，她访问了盖瓦里尔自己曾经被关押过的监狱会见以前的密友。当狱警禁止他在访问时间之外进入时，她对其进行辱骂。之后参与此事的狱警受到撤职命令，没有任何解释。
1998年普兰·黛维声称她收到了英国国会议员的诺贝尔和平奖提名。她在1998年的第二次选举中失利，但是在第二年卷土重来而当选。

## 暗杀
2001年7月25日，普兰·黛维在新德里的家门口前下车时被枪杀。刺客同时打伤了她的保镖，并跳上自动人力车逃跑。
谋杀嫌疑犯是谢尔·辛格·拉纳（Sher Singh Rana）、迪拉杰·拉吉（Dheeraj Rana）和拉吉比尔（Rajbir）。谢尔·辛格·拉纳在德拉敦自首。他承认自己是凶手，说是为了贝麦的22个刹帝利而复仇。他于2004年从提哈尔监狱越狱，但在2006年4月于加尔各答被抓获，被送往德里的罗西尼监狱（Rohini Jail）。同年KSASC为“保持刹帝利社区的尊严”和“擦干贝麦寡妇们的泪水”向拉纳致敬。
2007年1月19日，受伤的目击者，普兰的保镖巴兰德尔·辛格（Balender Singh），指认了迪拉杰与谢尔·辛格分别是当日向他和普兰开枪的人。2007年2月2日巴兰德尔·辛格经受交叉询问。